# Coppa Davis 2015 Zona Asia/Oceania Gruppo IV
Il Gruppo IV della Zona Asia/Oceania (Asia/Oceania Zone) è il quarto e ultimo livello di competizione della zona Asia/Oceania, una delle tre divisioni zonali della Coppa Davis 2015. I due vincitori sono ammessi al Gruppo II nel 2016.
La zona Asia/Oceania è l'unica fra le tre suddivisioni zonali ad essere organizzata in quattro gruppi.

## Nazioni partecipanti
- Bangladesh
- Bahrein
- Comunità del Pacifico
- Emirati Arabi Uniti
- Giordania

- Iraq
- Kirghizistan
- Oman
- Singapore

## Formula
Le nove nazioni partecipanti vengono suddivise in due gironi da quattro e cinque squadre, in cui ciascuna squadra affronta le altre incluse nel proprio girone (Pool). Le prime due in classifica di ciascun girone si qualificano allo spareggio finale, da cui le due nazioni vincenti vengono promosse al Gruppo III.

## Pool
- Sede: Bahrain Tennis Federation, Madinat 'Isa, Bahrein (Cemento, Outdoor)
- Periodo: 27 aprile-2 maggio 2015

|   | Pool A (Dettagli)       | Comunità del Pacifico (bandiera) | Giordania (bandiera) | Bahrein (bandiera) | Iraq (bandiera) |
| 1 | Com. del Pacifico (3-0) |                                  | 2-1                  | 3-0                | 2-1             |
| 2 | Giordania (2-1)         | 1-2                              |                      | 2-1                | 2-1             |
| 3 | Bahrein (1-2)           | 0-3                              | 1-2                  |                    | 2-1             |
| 4 | Iraq (0-3)              | 1-2                              | 1-2                  | 1-2                |                 |

|   | Pool B (Dettagli)         | Singapore (bandiera) | Emirati Arabi Uniti (bandiera) | Bangladesh (bandiera) | Oman (bandiera) | Kirghizistan (bandiera) |
| 1 | Singapore (4-0)           |                      | 2-1                            | 3-0                   | 3-0             | 3-0                     |
| 2 | Emirati Arabi Uniti (3-1) | 1-2                  |                                | 3-0                   | 3-0             | 3-0                     |
| 3 | Bangladesh (2-2)          | 0-3                  | 0-3                            |                       | 3-0             | 3-0                     |
| 4 | Oman (1-3)                | 0-3                  | 0-3                            | 0-3                   |                 | 3-0                     |
| 5 | Kirghizistan (0-4)        | 0-3                  | 0-3                            | 0-3                   | 0-3             |                         |

### Spareggi promozione
| Comunità del Pacifico 2 | Bahrain Tennis Federation, Madinat 'Isa, Bahrein 2 maggio 2015 Cemento (outdoor) | Bahrain Tennis Federation, Madinat 'Isa, Bahrein 2 maggio 2015 Cemento (outdoor) | Emirati Arabi Uniti 1 |     |     |  |
| \| \| \| \| 1 \| 2 \| 3 \| \| \| - \| \| -------------------------------------------------------------------------- \| --- \| --- \| --- \| \| \| 1 \| \| Cyril Jacobe Mahmoud Nader Al Blooshi \| 6 4 \| 3 6 \| 6 4 \| \| \| 2 \| \| Heve Kelley Omar Al Awadhi \| 0 6 \| 4 6 \| \| \| \| 3 \| \| Brett Baudinet / Daniel Llarenas Omar Al Awadhi / Mahmoud Nader Al Blooshi \| 7 6 \| 7 5 \| \| \| |                                                                                  |                                                                                  |                       |     |     |  |
| |                                                                                  |                                                                                  | 1                     | 2   | 3   |  |
| 1 | Comunità del Pacifico (bandiera) · Emirati Arabi Uniti (bandiera)                | Cyril Jacobe Mahmoud Nader Al Blooshi                                            | 6 4                   | 3 6 | 6 4 |  |
| 2 | Comunità del Pacifico (bandiera) · Emirati Arabi Uniti (bandiera)                | Heve Kelley Omar Al Awadhi                                                       | 0 6                   | 4 6 |     |  |
| 3 | Comunità del Pacifico (bandiera) · Emirati Arabi Uniti (bandiera)                | Brett Baudinet / Daniel Llarenas Omar Al Awadhi / Mahmoud Nader Al Blooshi       | 7 6                   | 7 5 |     |  |

| Singapore 2 | Bahrain Tennis Federation, Madinat 'Isa, Bahrein 2 maggio 2015 Cemento (outdoor) | Bahrain Tennis Federation, Madinat 'Isa, Bahrein 2 maggio 2015 Cemento (outdoor) | Giordania 0 |     |      |             |
| \| \| \| \| 1 \| 2 \| 3 \| \| \| - \| \| ---------------------------------------------------- \| --- \| --- \| ---- \| ----------- \| \| 1 \| \| Yong Jie Isaac Ong Mousa Alkotop \| 3 6 \| 6 3 \| 7 62 \| \| \| 2 \| \| Roy Hobbs Seif Adas \| 6 4 \| 6 3 \| \| \| \| 3 \| \| Shaheed Alam / Sherwin Foo Seif Adas / Mousa Alkotop \| \| \| \| non giocato \| |                                                                                  |                                                                                  |             |     |      |             |
| |                                                                                  |                                                                                  | 1           | 2   | 3    |             |
| 1 | Singapore (bandiera) · Giordania (bandiera)                                      | Yong Jie Isaac Ong Mousa Alkotop                                                 | 3 6         | 6 3 | 7 62 |             |
| 2 | Singapore (bandiera) · Giordania (bandiera)                                      | Roy Hobbs Seif Adas                                                              | 6 4         | 6 3 |      |             |
| 3 | Singapore (bandiera) · Giordania (bandiera)                                      | Shaheed Alam / Sherwin Foo Seif Adas / Mousa Alkotop                             |             |     |      | non giocato |

### Spareggio V-VI posto
| Bahrein 1 | Bahrain Tennis Federation, Madinat 'Isa, Bahrein 2 maggio 2015 Cemento (outdoor) | Bahrain Tennis Federation, Madinat 'Isa, Bahrein 2 maggio 2015 Cemento (outdoor) | Bangladesh 2 |     |   |  |
| \| \| \| \| 1 \| 2 \| 3 \| \| \| - \| \| --------------------------------------------------- \| --- \| --- \| - \| \| \| 1 \| \| Ali Dawani Sree Biplob Ram \| 6 3 \| 6 2 \| \| \| \| 2 \| \| Yusuf Qaed Shibu Lal \| 0 6 \| 0 6 \| \| \| \| 3 \| \| Hasan Abdulnabi / Yusuf Qaed Shibu Lal / Ranjan Ram \| 5 7 \| 3 6 \| \| \| |                                                                                  |                                                                                  |              |     |   |  |
| |                                                                                  |                                                                                  | 1            | 2   | 3 |  |
| 1 | Bahrein (bandiera) · Bangladesh (bandiera)                                       | Ali Dawani Sree Biplob Ram                                                       | 6 3          | 6 2 |   |  |
| 2 | Bahrein (bandiera) · Bangladesh (bandiera)                                       | Yusuf Qaed Shibu Lal                                                             | 0 6          | 0 6 |   |  |
| 3 | Bahrein (bandiera) · Bangladesh (bandiera)                                       | Hasan Abdulnabi / Yusuf Qaed Shibu Lal / Ranjan Ram                              | 5 7          | 3 6 |   |  |

### Spareggio VII-VIII posto
| Iraq 2 | Bahrain Tennis Federation, Madinat 'Isa, Bahrein 2 maggio 2015 Cemento (outdoor) | Bahrain Tennis Federation, Madinat 'Isa, Bahrein 2 maggio 2015 Cemento (outdoor)            | Oman 1 |     |   |  |
| \| \| \| \| 1 \| 2 \| 3 \| \| \| - \| \| ------------------------------------------------------------------------------------------- \| --- \| --- \| - \| \| \| 1 \| \| Ali Khairi Hashim Al Mayahi Omran Al Balushi \| 6 1 \| 6 2 \| \| \| \| 2 \| \| Khareem Khairi Hashim Al Mayahi Younis Al Rawahi \| 1 6 \| 3 6 \| \| \| \| 3 \| \| Ali Khairi Hashim Al Mayahi / Akram Abdalkarem Al-Saady Ahmed Al Barwani / Younis Al Rawahi \| 6 2 \| 6 3 \| \| \| |                                                                                  |                                                                                             |        |     |   |  |
| |                                                                                  |                                                                                             | 1      | 2   | 3 |  |
| 1 | Iraq (bandiera) · Oman (bandiera)                                                | Ali Khairi Hashim Al Mayahi Omran Al Balushi                                                | 6 1    | 6 2 |   |  |
| 2 | Iraq (bandiera) · Oman (bandiera)                                                | Khareem Khairi Hashim Al Mayahi Younis Al Rawahi                                            | 1 6    | 3 6 |   |  |
| 3 | Iraq (bandiera) · Oman (bandiera)                                                | Ali Khairi Hashim Al Mayahi / Akram Abdalkarem Al-Saady Ahmed Al Barwani / Younis Al Rawahi | 6 2    | 6 3 |   |  |

## Verdetti
- Promosse al Gruppo II:  Comunità del Pacifico -  Singapore